# Limba tracă
Limba tracă era o limbă indo-europeană, vorbită în Antichitate, în Dacia și în Peninsula Balcanică de o populație numeroasă. Este cunoscută numai din ceea ce s-a păstrat în notațiile aproximative din textele latinești și grecești (c. 100 de cuvinte izolate și 2200 de nume proprii).
Materialul lingvistic păstrat este sărac: cele mai multe date sunt nume de persoane sau toponime. O inscripție pe un inel găsist la Ezerovo, Bulgaria, este unul dintre puținele materiale lingvistice păstrate în limba tracă.
Traca a constituit substratul limbii române. O serie de cuvinte românești provin din tracă: „balaur”, „balegă”, „cioară”, „copil”, „gușă”, „vatră” etc.
A fost o limbă de tip satem (adică utilizează cuvantul "sută" și nu "centum").
Fiind vorbită pe un teritoriu întins, se presupune că ar fi existat diferențe dialectale, sau chiar diferite limbi: limba dacă în nordul teritoriului ocupat de traci și limba tracă la sud-est de acest teritoriu.

## Istoria limbii
Tracii sunt deja menționați de Homer (ca aliați ai troienilor), iar mai târziu Herodot le-a numit a doua cea mai mare națiune după indieni. În secolul al V-lea î.Hr. e. Tracii au reușit să își creeze propriul stat, care totuși, în secolul următor, a fost cucerit de macedoneni. Începând cu secolul al II-lea î.Hr. e. Tracia începe treptat să cucerească pe romani. În secolul al VI-lea d.Hr. e. în Tracia se stabilesc slavii. Ca dovadă că limba tracică a fost păstrată până la apariția slavilor și nu a fost asimilată anterior de greci, se consideră că numele orașului Plovdiv se întoarce la Pulpuldeva.
Traciul a ajuns la noi sub forma unor inscripții scurte (din secolul al V-lea î.Hr.), nume personale și toponime în textele grecești și latine, precum și 80-90 de glossuri de Hessichia și Fotius, dintre care doar 30 sunt autentic tracice.
Poate originea tracică are unele împrumuturi în limbile balcanice, dar este destul de dificil să se identifice astfel de cuvinte.